# Vildanden
Vildanden – norweska regionalna linia lotnicza z siedzibą w Skien.